# الكرنك (رواية)
الكرنك هي إحدى روايات نجيب محفوظ الشهيرة التي كتبها في سنة 1970، وأتمها في شهر ديسمبر سنة 1971، ونشرها سنة 1974 بعد أن توافر ما لم يكن متاحًا من حرية التعبير والنشر في الموضوع الذي عالجته هذه الرواية التي تُعَد الأولى من نوعها في الأدب العربي الحديث. وقد تم أيضًا إنتاجها كفيلم سينمائي في عام 1975، تتناول رواية الكرنك لنجيب محفوظ الحديث عن فترة عاشتها جمهورية مصر العربية امتدت بين حربين هما حرب النكسة التي وقعت أحداثها في عام 1967 وحرب التحرير التي وقعت أحداثها في عام 1973.

## العنوان
استوحى الاسم من معبد الكرنك الشهير، أحد أعظم معابد مصر القديمة الواقع في جنوب البلاد.  أراد نجيب محفوظ من هذا الاختيار أن يضفي على المقهى رمزية تاريخية، ليصبح تجسيدًا لمصر بكل ما تحمله من حضارة وتاريخ عريق.

## نبذة عن القصة
تدور أغلب أحداث الرواية داخل مقهى شعبي يقع بوسط القاهرة، وتحكي قصة عن «الاستبداد الذي ساد الأجواء السياسيّة في فترة حكم الرئيس جمال عبد الناصر وعن فساد أجهزة الأمن والمخابرات المصرية، وفي تلخيص قصة الكرنك لنجيب محفوظ يجدر بالذكر أنَّها تتناول قصة مجموعة طلاب في الجامعة يتمُّ اعتقالهم دون أسباب واضحة ودون أي جريمة، إلا أنَّهم كانوا يلتقون في مقهى الكرنك الشهير الذي كان يلتقي فيه بعض المفكّرين وينتقدون الثورة وأخطاءها».

## الشخصيات الرئيسية
- إسماعيل الشيخ: شاب جامعي فقير ومثقف، يتم اعتقاله أكثر من مرة بتهم سياسية متناقضة (انتماء للإخوان ثم للشيوعيين). يتعرض للتعذيب النفسي والجسدي، ويُجبر على التعاون مع أجهزة الأمن.
- زينب دياب: خطيبة إسماعيل، طالبة جامعية، تتعرض للاعتقال والاغتصاب، ما يؤدي إلى انهيارها النفسي والأخلاقي، فتصبح عميلة للنظام وتكتب تقارير ضد المقربين منها.
- حلمي حمادة: صديق إسماعيل، شاب شيوعي ملتزم، يتعرض لأبشع أنواع التعذيب حتى الموت، ويجسد صورة المناضل المخلص الذي دفع حياته ثمناً لأفكاره.
- قرنفلة: صاحبة مقهى الكرنك، راقصة معتزلة، تمثل الحنين إلى الماضي والحكمة الصامتة. ترتبط عاطفيًا بحلمي حمادة، وتظل وفية لذكراه بعد موته.
- خالد صفوان: ضابط في جهاز أمني (مدير السجن الحربي)، يمثل السلطة القمعية، يستخدم الاعتقال والتعذيب والتجنيد القسري للسيطرة على الأفراد.

### تقسيم الرواية
قسّم نجيب محفوظ الكرنك إلى أربعة فصول، جعل اسم كل فصل منها هو اسم بطل من أبطالها، هذا الأسلوب في بناء الروايات قام به محفوظ في أغلب رواياته، ليبين أن كل شخصية من شخصيات رواياته هو بطل حقيقي للرواية وليس مجرد فرد ثانوي، منها أولاد حارتنا، وحديث الصباح والمساء، وغيرهما. الفصل الأول من رواية الكرنك يحمل اسم «قرنفلة»، صاحبة المقهى التي يناهز عمرها الأربعين، أما الفصل الثاني فيحمل اسم «إسماعيل الشيخ»، وهو أحد طلاب الجامعة الذين تم اعتقالهم، والفصل الثالث بعنوان «زينب دياب» الفتاة الجامعية التي اعتقلت وتعرضت للاغتصاب من قبل تابعين للأمن، أما الفصل الرابع والأخير فحمل عنوان «خالد صفوان» رجل الأمن الفاسد الذي كان السبب في عذاب كل أبطال الرواية، وهو المعبر عن فساد عهد عبد الناصر.

## نقد
كثيرًا ما تُعد هاته الرواية من بين أعمال نجيب محفوظ  الأقل قوة من حيث البناء والسياق، إذ يراها بعض النقاد أقرب إلى السرد الخطي المباشر، مقارنةً بما عُرف عنه من عمق وتعدد في مستويات النص في أعماله الأخرى.

## ردود فعل حول الرواية والفيلم
واجه نجيب محفوظ هجومًا من الناصريين والتقدميين عمومًا، فقد صُـوِّر العهد الناصرى في تلك الرواية وكأنه عصر محاكم التفتيش، وأن مصر في ذلك الوقت لم تكن أكثر من سجن كبير. والجدير بالذكر هنا هو أن عام صدور الرواية (1974) كان هو ذاته عام الهجوم على المرحلة الناصرية، فاعُتبرت «الكرنك» إسهامًا  أدبيا في المعركة ضد عبد الناصر. حظي الفيلم المقتبس عن رواية الكرنك عام 1975  بإشادة واسعة للإخراج الجيد للمخرج المعروف علي بدرخان ولأداء بطليه، سعاد حسني ونور الشريف، اللذين قدّما أداءً مميزًا نال استحسان الجمهور والنقاد على حد سواء. لكن الفيلم السينمائي الكرنك أثار  موجة من الجدل والغضب، خصوصًا في الأوساط اليسارية، فاق بكثير ما أثارته الرواية عند نشرها الأول.